# Pfarrkirche Karnabrunn

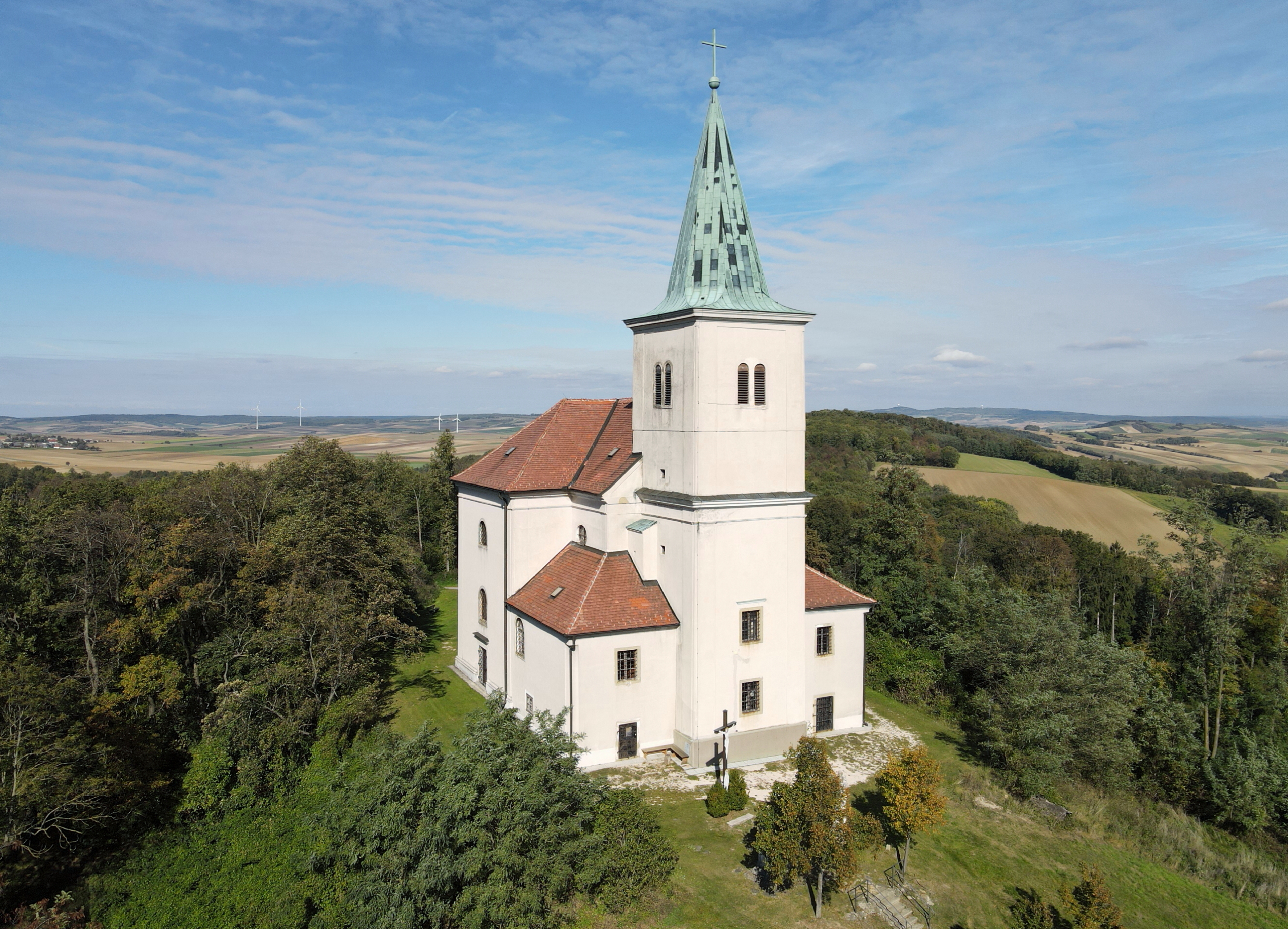
Pfarr- und Wallfahrtskirche Hl. Dreifaltigkeit in Karnabrunn

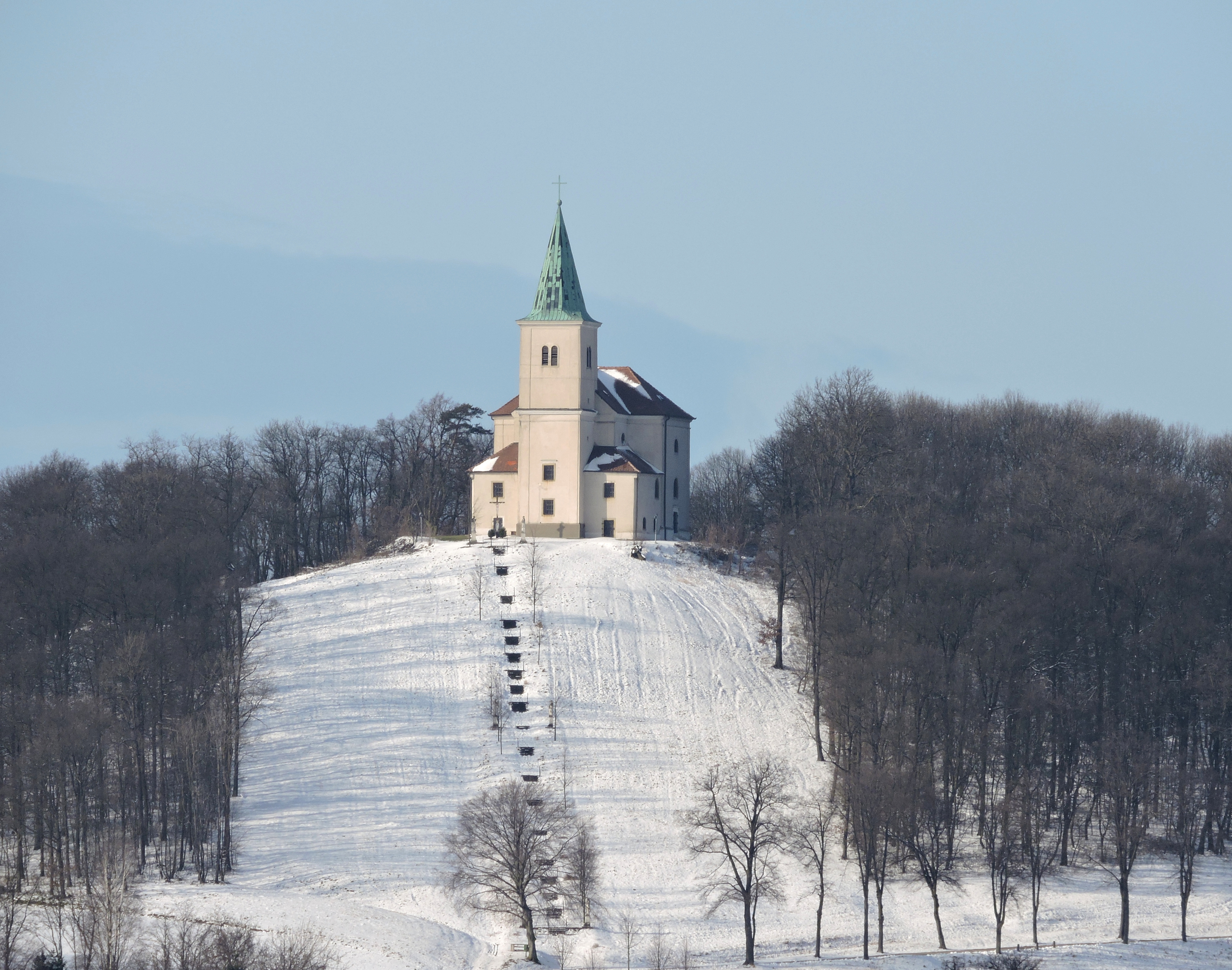
Kirche mit Stiegenanlage

Die römisch-katholische Pfarr- und Wallfahrtskirche Karnabrunn steht in der Ortschaft Karnabrunn in der Gemeinde Großrußbach im Bezirk Korneuburg in Niederösterreich. Die dem Patrozinium  Heilige Dreifaltigkeit unterstellte Pfarrkirche gehört zum Dekanat Korneuburg im Vikariat Unter dem Manhartsberg der Erzdiözese Wien. Die Kirche steht unter Denkmalschutz (Listeneintrag).

## Lagebeschreibung
Die Kirche steht wahrscheinlich an der Stelle einer ehemaligen Burg auf der Kuppe des Stainmeißelberges (359 m ü. A., auch Kirchberg genannt) nordöstlich des Ortes inmitten des Karnabrunner Waldes. Sie ist weithin sichtbar.

## Geschichte
Die Pfarre Karnabrunn wurde urkundlich 1686 gegründet. Die Kirche wurde in den Jahren 1684 bis 1686 errichtet. Die Erbauung geht auf ein zur Pestzeit abgelegtes Gelübde des Herrschaftsinhabers Graf Julius Friedrich Bucellini zurück. 2010 erfolgte eine Innenrenovierung.

## Architektur

### Kirchenäußeres
Die Kirche ist ein frühbarocker Bau, der lisenengegliedert ist. Das Gotteshaus steht über einem kreuzförmigen Grundriss und hat ein Kreuzwalmdach. Die Kirche ist in ihrer Wirkung durch die in der Höhe gestaffelten glatten Baukuben geprägt. In den Ecken zwischen Chor und den Querarmen befinden sich zweigeschoßige Anbauten. Der wuchtige zweigeschoßige Kirchturm ist südlich am Chor angeschlossen und wird von einem geknickten Pyramidenhelm bekrönt. Der Nordfassade ist ein kleiner Eingangsraum vorgebaut. Diese Ergänzung stammt aus dem Jahr 1975. An den kurzen Querarmen befinden sich Rechteckportale.

### Kircheninneres
Der kreuzförmige Saalbau ist im Inneren einheitlich gestaltet. Der Kirchenraum ist kreuzgratgewölbt und weist Quertonnen in den Querarmen auf. Die dazwischen befindlichen Gurtbögen ruhen auf Pilastern und einem umlaufenden Gebälk, welches im Altarraum fortgesetzt wird. Die Orgelempore ist tonnenunterwölbt und hat eine vorschwingende Brüstung. Die Glasmalereien an den Fenstern mit Darstellungen der Heiligen Franziskus, Theresa und Josef wurden 1910 geschaffen. Die Fenster Guter Hirte, Pietà und Heilige Dreifaltigkeit stammen aus dem Jahr 1903, das Glasfenster der heiligen Cäcilia aus dem Jahr 1915 und das Fenster des heiligen Leopold aus dem Jahr 1950. Die Wände sind mit Stuckmarmor verkleidet und durch Pilaster gegliedert. Die Wandverkleidung stammt aus der Zeit um 1780. Im querrechteckigen Chorjoch sind die Verkleidungen an den Wänden vorgezogen.

## Ausstattung

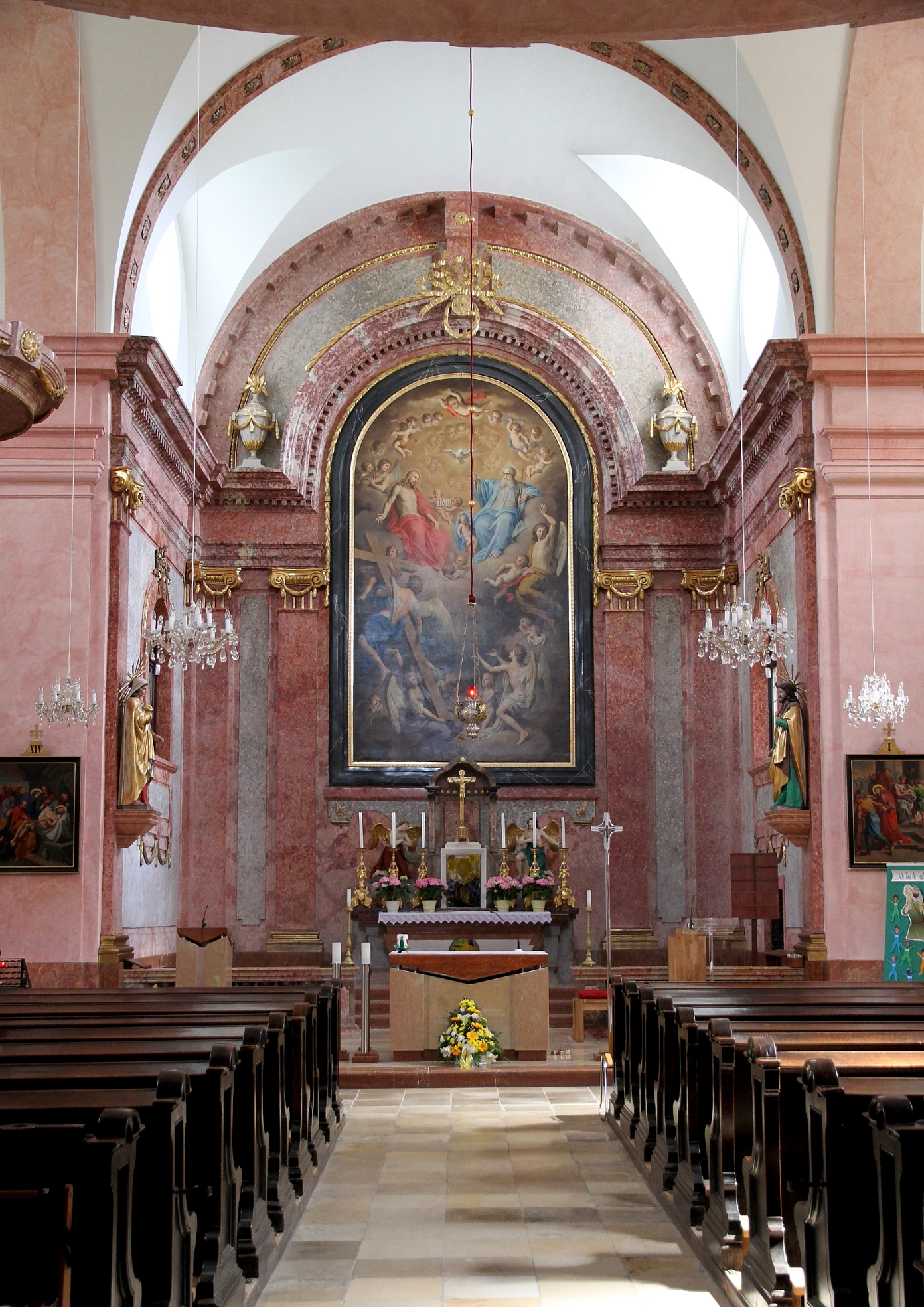
Innenansicht

Das Gebälk mit Zahnschnittfries ist über dem Hochaltarbild, das die Heilige Dreifaltigkeit zeigt, rundbogig hochgezogen. Das Bild wurde von J. N. Steiner 1782 gemalt. Der Volksaltar wurde 2010 aus Untersberger und Adneter Marmor geschaffen.
Die Seitenaltäre stammen aus der Zeit um 1780. Über den Altartischen befinden sich stuckmarmorne Bildrahmungen. Das Altarbild des linken Seitenaltares zeigt die „Beweinung Christi“ und wurde 1787 von Vinzenz Fischer gemalt. Das Bild am rechten Seitenaltar wurde von Johann Christian Brand im letzten Viertel des 18. Jahrhunderts gemalt. Es zeigt die „Geburt Christi“. Die Kanzel stammt aus josephinischer Zeit. Auf dem Schalldeckel ist eine weibliche Figur mit Symbolen der Christlichen Tugenden dargestellt.
Das frühbarocke Stiftungsbild Graf Julius Friedrich Bucellinis aus dem Jahr 1684 ist bemerkenswert. Es wurde von Johannes Frans Aigentorf gemalt und stellt den Stifter vor Papst Julius und Bischof Friedrich I. von Utrecht dar. Daneben befinden sich allegorische Figuren, Bildbeschriftungen sowie eine ausführliche Stiftungsinschrift.
Auf einem marmornen Inschriftenstein zur Gründung der Dreifaltigkeitsbruderschaft durch Graf Friedrich Bucellini im Jahr 1686 befinden sich ein bekrönendes Marmorwappen sowie Rollwerk und Volutenrahmung. Die Kreuzwegbilder stammen aus dem 17. Jahrhundert und wurden im 19. Jahrhundert neu gefasst. Die Figuren Christus und Maria sowie die Liegefigur des Christus stammen vom Ende des 19. Jahrhunderts, das Kruzifix ist aus dem 19. Jahrhundert. Das Weihwasserbecken wurde Ende des 17. Jahrhunderts geschaffen. Der Inschriftengrabstein für Pfarrer Caroli Wohlrab trägt im Chronogramm die Jahreszahl 1767.

## Orgel
Die Orgel wurde 1753 von Johann Friedrich Ferstl gebaut und 1780 von Josef Silberbauer umgebaut.

## Stiegenanlage

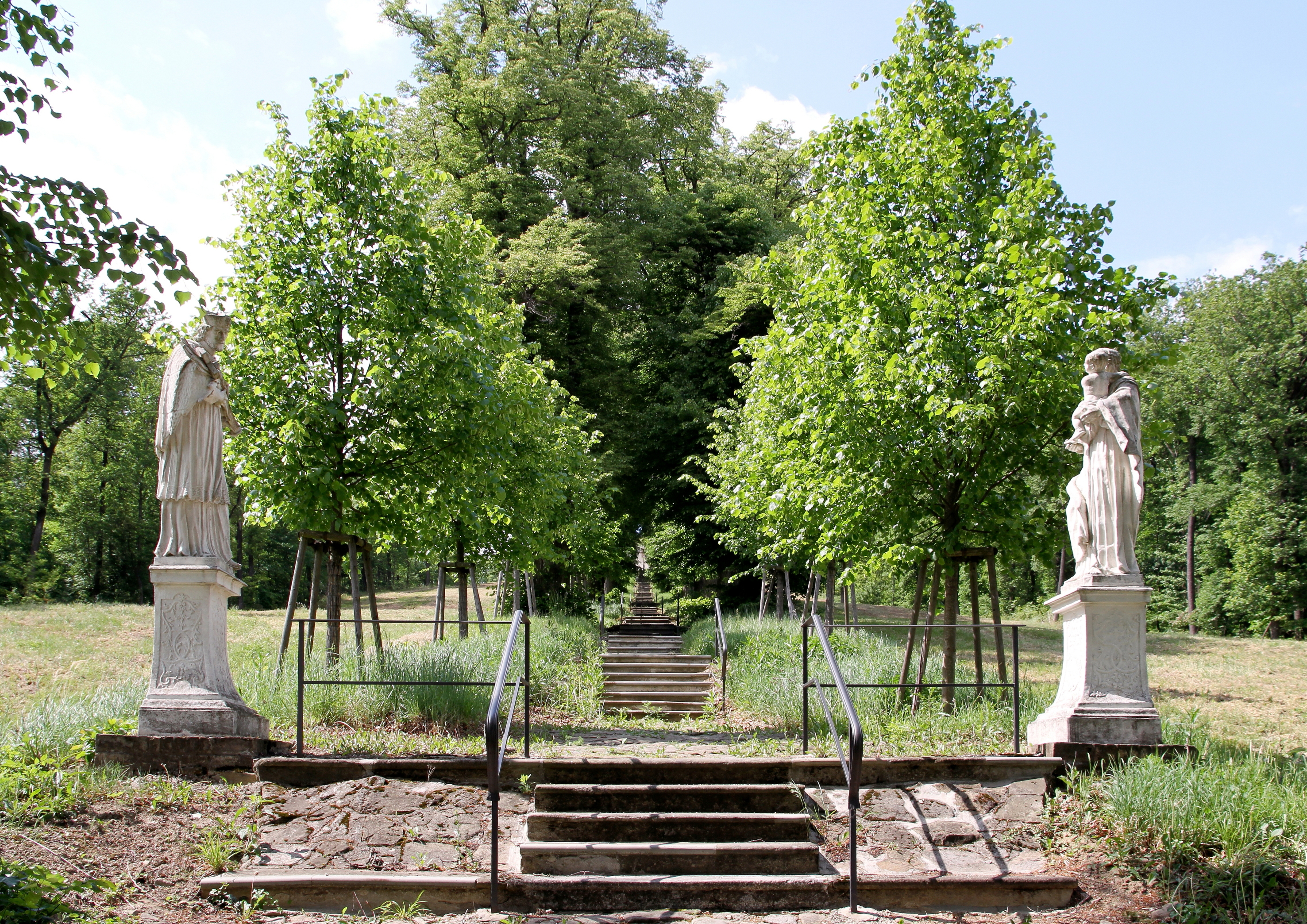
Stiegenanlage, Heilige am unteren Ende der Stiege

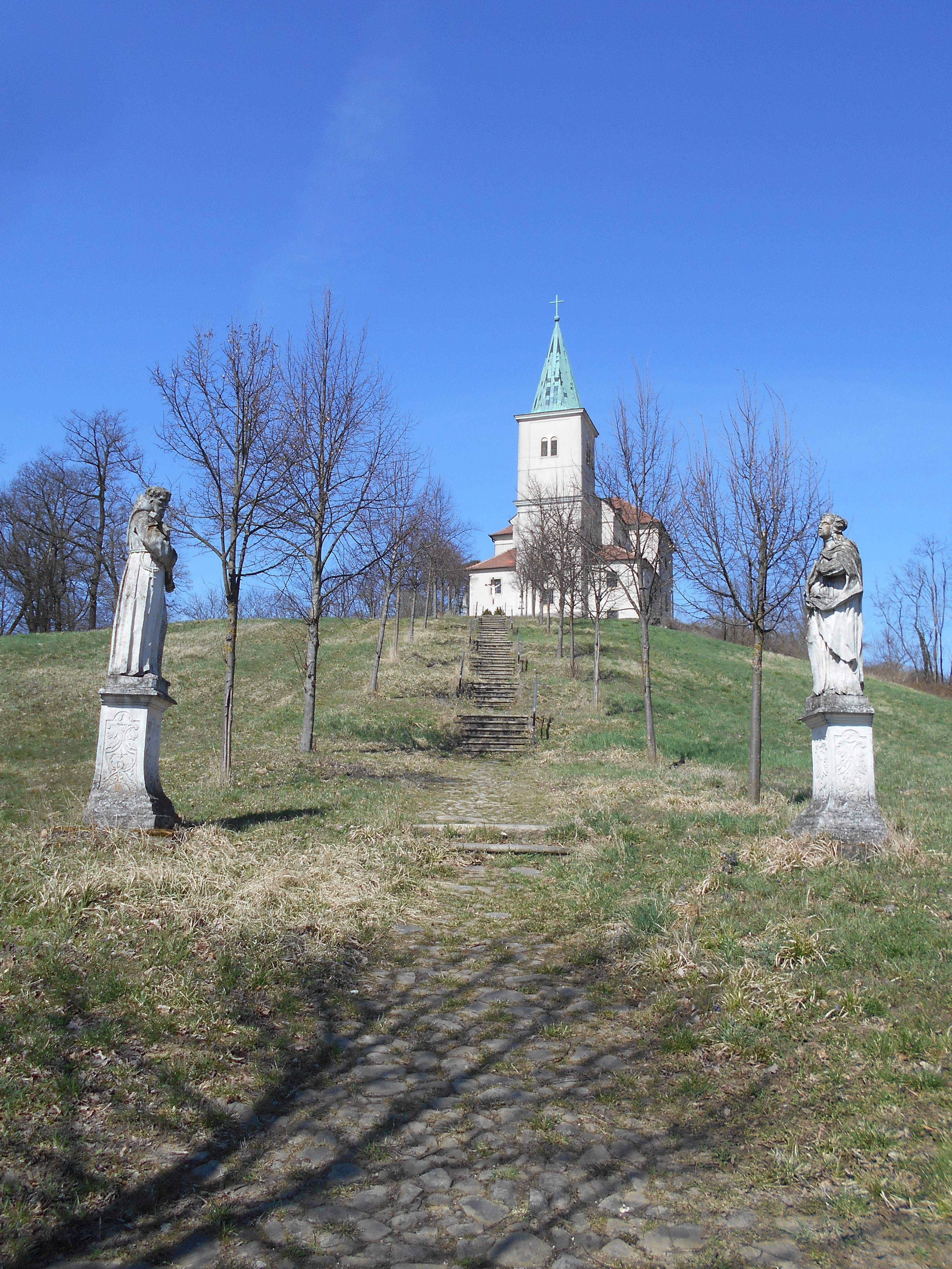
Heilige in der Mitte der Stiege

Auf einer Länge von 200 Metern führen 104 Stufen mit sechs Steinfiguren vom Ort zur Kirche. Somit gilt diese Stiege als längste barocke Stufenanlage in Niederösterreich. Die Stufenanlage wurde 2005 erneuert. Die Sandsteinfiguren stehen auf Sockeln mit Bandlwerkdekor. Sie stellen die Heiligen Aloisius, Antonius, Johannes Nepomuk, Maria, eine weitere weibliche Heilige sowie den heiligen Felix von Cantalice dar.